# Валлісвіль-бай-Ванген
Валлісвіль-бай-Ванген (нім. Walliswil bei Wangen) — громада  в Швейцарії в кантоні Берн, адміністративний округ Верхнє Ааргау.

## Географія
Громада розташована на відстані близько 37 км на північний схід від Берна.
Валлісвіль-бай-Ванген має площу 3,1 км², з яких на 11,7% дозволяється будівництво (житлове та будівництво доріг), 50,8% використовуються в сільськогосподарських цілях, 33,2% зайнято лісами, 4,2% не є продуктивними (річки, льодовики або гори).

## Демографія
2019 року в громаді мешкало 606 осіб (+3,4% порівняно з 2010 роком), іноземців було 4,3%. Густота населення становила 197 осіб/км².
За віковим діапазоном населення розподілялося таким чином: 15,7% — особи молодші 20 років, 63% — особи у віці 20—64 років, 21,3% — особи у віці 65 років та старші. Було 279 помешкань (у середньому 2,1 особи в помешканні).
Із загальної кількості 113 працюючих 22 було зайнятих в первинному секторі, 11 — в обробній промисловості, 80 — в галузі послуг.